# Hebius annamensis
Hebius annamensis is een slang uit de familie toornslangachtigen (Colubridae) en de onderfamilie waterslangen (Natricinae).

## Naam en indeling
De wetenschappelijke naam van de soort werd voor het eerst voorgesteld door René Léon Bourret in 1934. Oorspronkelijk werd de wetenschappelijke naam Parahelicops annamensis gebruikt, later werd de slang aan het geslacht Opisthotropis toegekend. Het was lange tijd de enige soort uit het monotypische geslacht Parahelicops.
De soortaanduiding annamensis betekent vrij vertaald 'wonend in annam' en verwijst naar een deel van de typelocatie; Annam.

## Uiterlijke kenmerken
Hebius annamensis bereikt een lichaamslengte tot ongeveer 59 centimeter, de lichaamskleur is bruin. De kop is duidelijk te onderscheiden van het lichaam door de aanwezigheid van een duidelijke insnoering. De ogen zijn klein en rondom het oog zijn lichte vlekjes aanwezig, achter het oog loopt een lichte streep tot achter de nek. Aan weerszijden van de flanken is een lichte lengtestreep aanwezig die soms een vlekkenrij vormt. De slang heeft vijftien rijen schubben in de lengte op het midden van het lichaam en 167 tot 169 schubben aan de buikzijde. Onder de staart zijn 117 tot 123 schubben aanwezig. De schubben aan de bovenzijde zijn vooraan het lichaam licht gekield, de kieltjes worden duidelijker naar de achterzijde toe. De staartschubben zijn sterk gekield.

## Levenswijze
Hebius annamensis is 's nachts actief en leeft op de bodem. De slang is waterminnend en leeft veelal langs de oevers van zoete wateren.

## Verspreiding en habitat
De soort komt voor in delen van zuidelijk Azië en leeft in de landen Laos en Vietnam. De habitat bestaat uit vochtige tropische en subtropische laaglandossen en draslanden. De soort is aangetroffen op een hoogte van ongeveer 1000 tot 1500 meter boven zeeniveau.

## Beschermingsstatus
Door de internationale natuurbeschermingsorganisatie IUCN is de beschermingsstatus 'onzeker' toegewezen (Data Deficient of DD).